# Jesús Pérez Salas
Jesús Pérez Salas (Alicante 18 de febrero de 1892 - México ?) fue un militar español, conocido por su participación en Guerra civil.

## Biografía
Nació en Alicante el 18 de febrero de 1892. En total eran cinco hermanos —entre otros, Manuel, Julio o Joaquín, este último destacado oficial de artillería— que hicieron la carrera militar, y de los cuales cuatro se mantuvieron fieles a la República y uno se unió a los sublevados.
A finales de 1930 participó en la conspiración cívico-militar para derribar a la Monarquía y proclamar la República, pero la sublevación de la guarnición de Jaca echó al traste los planes. No obstante, unos meses más tarde acabaría proclamándose la Segunda República. Se inició en la masonería en 1931, en la logia «Redención» n.º 2 de Barcelona. En enero de 1933 fue nombrado jefe superior de policía en Barcelona, con la misión de facilitar los trapasos de competencias a la Generalidad de Cataluña. Se exilió de España a raíz de su participación en los hechos revolucionarios de 1934, aunque regresaría tras la victoria electoral del Frente Popular en 1936.
Al comienzo de la Guerra civil era oficial del Ejército con el empleo de comandante y estaba destinado en Barcelona (Cuerpo de Somatenes), ciudad donde ayudó a reprimir la sublevación militar. Después de esto, se encargó de organizar columnas militares que se dirigieran hacia el Frente de Aragón para combatir contra los militares sublevados. Él mismo estuvo al frente de la denominada Columna Macià-Companys, compuesta por militantes de los partidos nacionalistas catalanes Estat Catalá y Esquerra Republicana de Catalunya (ERC). La columna salió de Barcelona a comienzos de septiembre y se dirigió al frente de Teruel, donde el 1 de octubre de 1936 logró conquistar las minas de carbón de Utrillas. Sin embargo, nuevas ofensivas fracasaron y quedó detenida cerca de Vivel del Río. A comienzos de 1937 la columna se militarizó y fue renombrada como 30.ª División, manteniéndose como comandante de la nueva unidad. Fue sustituido en febrero de 1938 por el coronel Alberto Arrando Garrido.
El 24 de marzo de 1938 fue nombrado subsecretario del Ministerio de defensa, cargo que sin embargo ejerció por poco tiempo. Más adelante dirigió el XXIV Cuerpo de Ejército, que constituía la reserva estratégica del Grupo de Ejércitos de la Región Oriental (GERO). Hacia el final de la guerra fue ascendido al rango de coronel.
Con el final de la contienda se marchó al exilio en Francia, y posteriormente pasaría al exilio en México junto a otros militares y políticos republicanos. Pérez Salas llegó a escribir un libro de memorias sobre la guerra que ha recibido comentarios positivos de autores como Burnett Bolloten. Siguió residiendo en México, donde falleció.

## Obras
- —— (1947). Guerra en España (1936 a 1939). México DF: Imprenta Grafos.[13]